# Jaroslav Krejčí

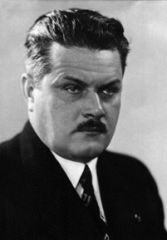

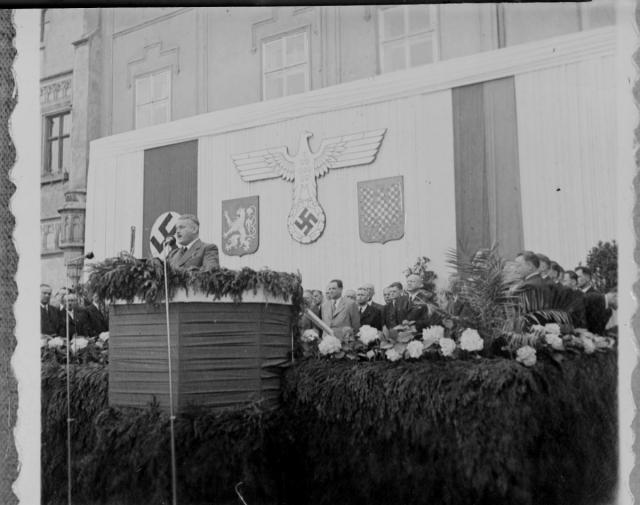
Krejčí fazendo um discurso em Tábor

Jaroslav Krejčí (27 de junho de 1892, Konice, Margraviato da Morávia - 18 de maio de 1956) foi um advogado e político da Checoslováquia. Atuou como primeiro-ministro do Protetorado da Boêmia e Morávia de 19 de janeiro de 1942 a 19 de janeiro de 1945.
Depois de se formar na Faculdade de Direito da Universidade Carolina em 1915, trabalhou no funcionalismo público em várias posições. Durante a década de 1930, também trabalhou na Universidade de Masaryk como professor de Direito Constitucional (a partir de 1938 como professor).
De 12 de dezembro de 1938 a 3 de março de 1939, foi ministro da Justiça no governo de Rudolf Beran na Segunda República da Checoslováquia  e chefe do Tribunal Constitucional da Checoslováquia. Atuou como ministro da justiça em todos os governos do Protetorado da Boêmia e Morávia e, temporariamente, foi também ministro da Agricultura. De 19 de janeiro de 1942 a 19 de janeiro de 1945 foi primeiro-ministro, substituindo Alois Eliáš, que havia apoiado uma resistência encoberta aos nazistas e foi executado. Krejčí era um amigo próximo do presidente Emil Hácha. Krejčí e seu governo cooperaram plenamente com os alemães. O membro mais famoso de seu governo foi Emanuel Moravec, um símbolo do colaboracionismo checo com os nazistas. Após a guerra, Krejčí foi condenado a uma pena de prisão de 25 anos e, posteriormente, morreu na prisão.
Seu filho, Jaroslav Krejčí (1916-2014), foi advogado, sociólogo e professor da Universidade de Lancaster, no Reino Unido.